# 9949 Brontosaurus
9949 Brontosaurus este o planetă minoră (asteroid), cu un diametru de 4,369 km, din centura de asteroizi. A fost descoperită pe 22 septembrie 1990 la Observatorul European Austral de Eric Walter Elst și a fost numită după Apatosaurus. 
Obiectul prezintă o orbită caracterizată de o semiaxă mare de 2,3551011 UAi, o excentricitate de 0,06, o înclinație de 7,71049 ° în raport cu ecliptica.